# Ariel Winter

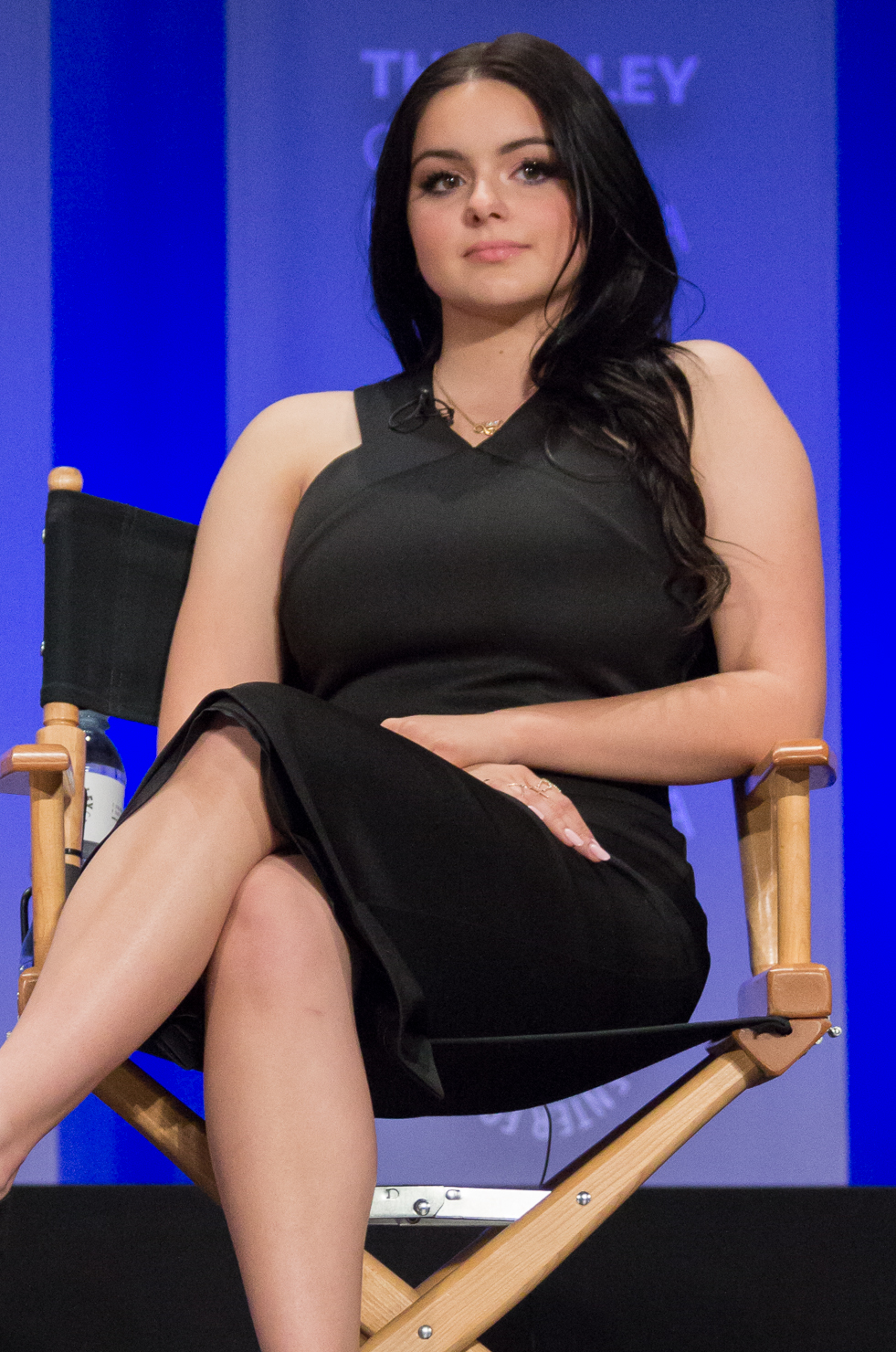
Ariel Winter (2015)

Ariel Winter Workman (* 28. Januar 1998 in Los Angeles, Kalifornien) ist eine US-amerikanische Schauspielerin. Bekannt wurde sie durch ihre Hauptrolle als Alex Dunphy in der ABC-Serie Modern Family.

## Karriere
Seit 2007 leiht sie in der Originalversion der Disney-Channel-Zeichentrickserie Phineas und Ferb Gretchen ihre Stimme. Von 2009 bis 2020 spielte sie die jüngere der beiden Töchter, Alex Dunphy, in der Fernsehserie Modern Family. Im Jahr 2009 hatte sie eine wiederkehrende Rolle in der Fernsehserie Emergency Room – Die Notaufnahme als Lucy Moore, Tochter von Joanie Moore. Für ihre Hauptrolle im Film The Chaperone wurde sie bei den Young Artist Awards 2012 als Beste Hauptdarstellerin in einem Spielfilm nominiert. 2012 spielte sie die Hauptrolle Grace in Richard Bates Jr.’s Horrorfilm Excision.
Sie hat im Februar 2010 die Single Fallen und im April 2010 die Single Banished veröffentlicht.

## Leben
Winter ist die Tochter von Chrisoula (genannt Crystal, geb. Batista) und Glenn Workman. Sie ist die Schwester der Schauspielerin Shanelle Workman und des ehemaligen Kinderdarstellers Jimmy Workman. Im Oktober 2012 wurde Winter aus der Obhut ihrer Mutter genommen, nachdem ein Gericht den Vorwurf der Misshandlung bestätigt hatte. Sie lebte eine Zeit lang bei ihrer Schwester, die ebenfalls aussagte, emotional und physisch von der Mutter misshandelt worden zu sein. Ein Richter hob die Vormundschaft ihrer Eltern auf.

## Filmografie (Auswahl)
- 2005: Kiss Kiss, Bang Bang
- 2005: Freddie (Fernsehserie, 1 Folge)
- 2006: Monk (Fernsehserie, 1 Folge)
- 2006: So NoTORIous (Fernsehserie, 5 Folgen)
- 2006: Jericho – Der Anschlag (Jericho, Fernsehserie, 1 Folge)
- 2006: Bones – Die Knochenjägerin (Bones, Fernsehserie, 1 Folge)
- 2006: Nip/Tuck – Schönheit hat ihren Preis (Nip/Tuck, Fernsehserie, 1 Folge)
- 2006: Bambi 2 – Der Herr der Wälder (Bambi II, Stimme)
- 2006. Ice Age 2 – Jetzt taut’s (Ice Age: The Meltdown, Stimme)
- 2006: Ab durch die Hecke (Over the Hedge, Stimme)
- 2006: Verbraten und Verkauft (Grilled)
- 2007: Crossing Jordan – Pathologin mit Profil (Crossing Jordan, Fernsehserie, 1 Folge)
- 2007: Criminal Minds (Fernsehserie, 1 Folge)
- 2007–2015: Phineas und Ferb (Phineas and Ferb, Fernsehserie, 18 Folgen, Stimme von Gretchen)
- 2008: Ghost Whisperer – Stimmen aus dem Jenseits (Ghost Whisperer, Fernsehserie, 1 Folge)
- 2008: Ein tödlicher Anruf (One Missed Call)
- 2008: Horton hört ein Hu! (Horton Hears a Who!, Stimme)
- 2008: Speed Racer
- 2009: Opposite Day
- 2009: Wolkig mit Aussicht auf Fleischbällchen (Cloudy with a Chance of Meatballs, Stimme)
- 2009: Emergency Room – Die Notaufnahme (ER, Fernsehserie, 5 Folgen)
- 2009–2020: Modern Family (Fernsehserie)
- 2010: Die Pinguine aus Madagascar (The Penguins of Madagascar, Fernsehserie, 1 Folge, Stimme)
- 2011: The Chaperone – Der etwas andere Aufpasser (The Chaperone)
- 2012: The Misadventures of the Dunderheads (Montana Amazon)
- 2012–2013: CollegeHumor Originals (Fernsehserie, 14 Folgen)
- 2013: Excision
- 2013–2018: Sofia die Erste – Auf einmal Prinzessin (Sofia the First, Fernsehserie, 108 Folgen, Stimme)
- 2014: Die Abenteuer von Mr. Peabody & Sherman (Mr. Peabody & Sherman, Stimme von Penny Peterson)
- 2015: Safelight
- 2017: Die Schlümpfe – Das verlorene Dorf (Smurfs: The Lost Village, Stimme von Schlumpflilie)
- 2017: The Last Movie Star (Dog Years)
- 2019: Robot Chicken (Fernsehserie, 1 Folge, Stimme)
- 2019: Law & Order: Special Victims Unit (Fernsehserie, 1 Folge)
- 2022: Bully (Kurzfilm)
- 2023: American Dad (Fernsehserie, Folge 18x07, Stimme)
- 2023: Tripped Up

## Videospiele
- 2010: Kingdom Hearts Birth by Sleep (Young Kairi, Englische Version Synchronisation)
- 2011: Final Fantasy XIII-2 (Mog, Englische Version Synchronisation)
- 2012: Guild Wars 2 (Cassie Stimme)
- 2015: Final Fantasy Type-0 HD (Moogle, Englische Version Synchronisation)
- 2020: Kingdom Hearts: Melody of Memory (Young Kairi, Englische Version Synchronisation)
- 2022: The Quarry (Rolle der Abigail „Abi“ Blyg)